# Sierra Leones flagga
Sierra Leones flagga är en trikolor i färgerna grönt, vitt och blått. Flaggan antogs av Sierra Leone vid landets självständighet den 27 april 1961 och har proportionerna 2:3.

## Historik
Flaggan skapades tillsammans med statsvapnet av det brittiska heraldikämbetet College of Arms och beskrivs i första kapitlet i Sierra Leones författning som trädde i kraft den 1 oktober 1991.
Färgerna förekommer även i statsvapnet. Örlogsflaggans utformning bygger på den brittiska traditionen med nationsflaggan i kantonen.

## Symbolik
Grönt symboliserar jordbruket, bergen och landets naturresurser, vitt och blått står för havet. Vitt symboliserar även landets valspråk, enighet och rättvisa. Blått representerar även hamnen i Freetown.